# Кабини, Зантас
Зантас Кабини (англ. Zantas Kabini; род. 21 февраля 1985) — соломонский футболист, вратарь «Хендерсон Илз», футбольный тренер.

## Биография
Зантас Кабини родился 21 февраля 1985 года.
Играет в футбол на позиции вратаря. Начал карьеру в сезоне-2009/10 в составе «Колоале» из Хониары, после чего перешёл в столичный «Марист Файр» (позже — «Марист»), в составе которого в 2016 году стал чемпионом Соломоновых Островов, а в 2017 году завоевал серебряную медаль.
В 2019 году перебрался в «Хендерсон Илз». В 2020 году стал серебряным призёром чемпионата страны, в 2021 году — чемпионом.
Провёл 2 матча за сборную Соломоновых Островов. Дебютировал 8 ноября 2016 года в Пираэ в матче отборочного турнира чемпионата мира против сборной Таити (0:1), выйдя на замену на 77-й минуте и не пропустив.
В 2017 году участвовал в футбольном турнире Южнотихоокеанских мини-игр в Порт-Виле. Провёл один матч на групповом этапе 9 декабря против сборной Тувалу (6:0), отыграв его полностью, и завоевал бронзовую медаль.
Работает тренером вратарей сборной Соломоновых Островов.

## Достижения

### Командные
Марист
- Чемпион Соломоновых Островов (1): 2016.
- Серебряный призёр чемпионата Соломоновых Островов (1): 2017.

 Хендерсон Илз
- Чемпион Соломоновых Островов (1): 2021.
- Серебряный призёр чемпионата Соломоновых Островов (1): 2020.